# Etymologicum Magnum

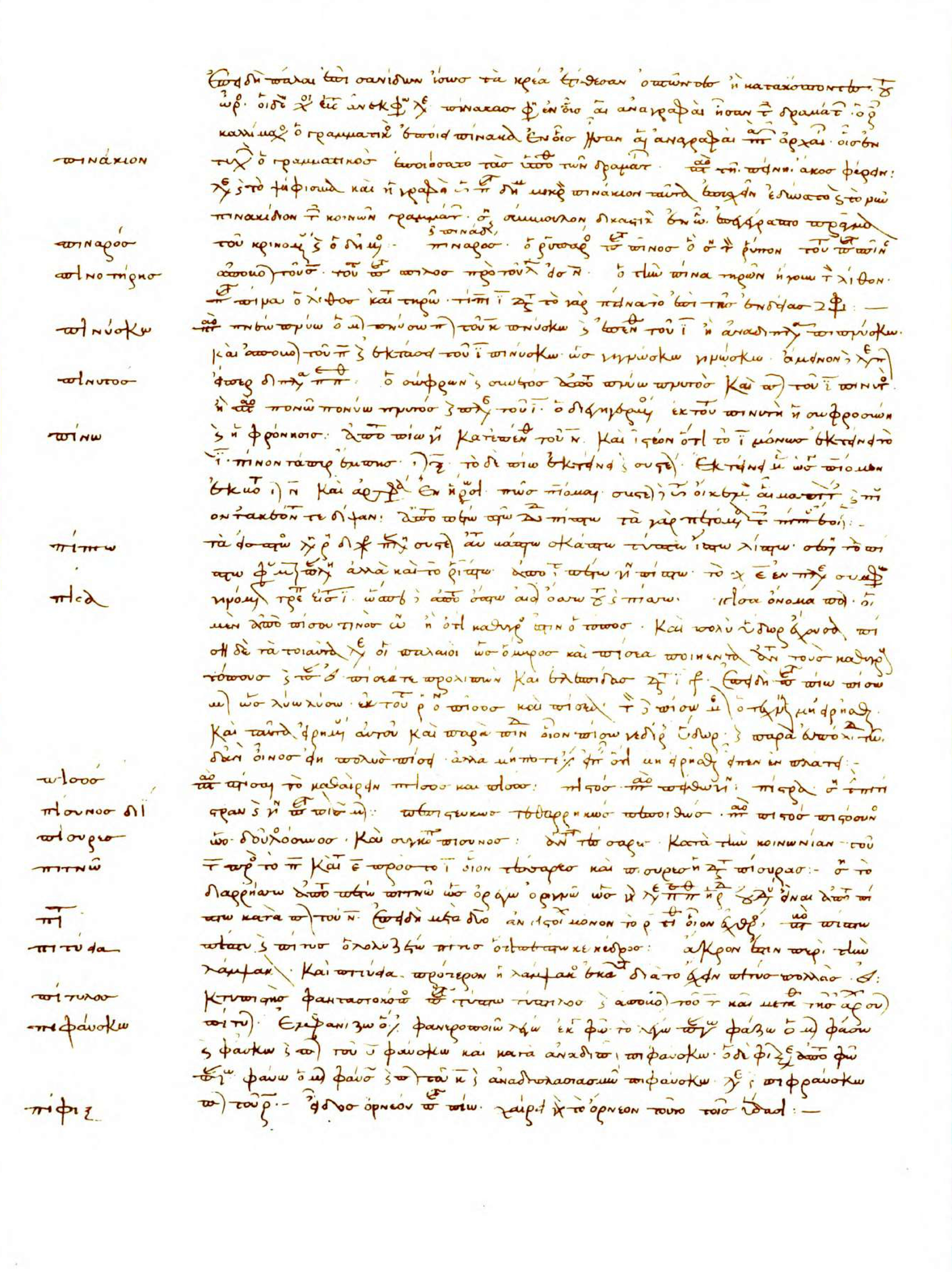
Una página de un manuscrito (ca. 1300) conservado en la Biblioteca Bodleiana.

Etymologicum Magnum (en griego: Ἐτυμολογικὸν Μέγα) (acrónimo estándar EM) es el título tradicional del léxico bizantino más importante que se conserva. 
Fue compilado por un lexicógrafo anónimo en Constantinopla hacia el año 1150. Se basa en muchas obras gramaticales, lexicográficas y retóricas. Sus fuentes principales son dos obras de etimología: Etymologicum Genuinum y Etymologicum Gudianum. Otras fuentes recopiladas son Esteban de Bizancio, el Epítome de Diogeniano, el denominado Lexicon Αἱμωδεῖν, las Ἀπορίαι καὶ λύσεις de Eulogio, los Epimerismi ad Psalmos de Georgius Choeroboscus,  el Etymologicon de Orión de Tebas, y colecciones de escolios. El compilador de Etymologicum Magnum no era un mero copista, amalgamó, reorganizó, aumentó y modificó libremente su material original para crear una obra nueva e individual.
La editio princeps de Etymologicum Magnum fue impresa por Zacharias Kallierges en Venecia en 1499. La edición completa más reciente es de Thomas Gaisford, editada en Oxford en 1848. Otra edición, aunque no completa, es Etymologicum Magnum Auctum de François Lasserre y Nikolaos A. Livadaras.